# Гайнц Ланге
Гайнц Рольф Мартін Ланге (нім. Heinz Rolf Martin Lange; 2 жовтня 1917, Кельн — 26 лютого 2006, Бергіш-Гладбах) — німецький льотчик-ас винищувальної авіації, майор люфтваффе, доктор права (1949). Кавалер Лицарського хреста Залізного хреста.

## Біографія
Син аса Першої світової війни Рольфа Ланге, який збив 9 літаків, і його дружини-домогосподарки Маргарити, уродженої Массманн. В грудні 1936 року вступив у вермахт і незабаром був переведений в люфтваффе. Після закінчення льотної школи на початку 1939 зарахований в 132-у (з 1 травня 1939 року — 26-у) винищувальну ескадру, а 15 липня 1939 року — в 1-у групу 21-ї винищувальної ескадри (з 6 червня 1940 року — 3-я група 54-ї винищувальної ескадри). Свій перший бойовий виліт здійснив 1 вересня 1939 року. Учасник Польської і Французької кампаній. Першу перемогу здобув 30 жовтня 1939 року, збивши британський бомбардувальник «Бленгейм». З серпня 1940 року — ад'ютант 54-ї винищувальної ескадри, з 1 жовтня 1941 року — командир 1-ї ескадрильї. Учасник Німецько-радянської війни. 26 жовтня 1942 року Ланге, який мав на своєму рахунку 19 перемог, був призначений командиром 3-ї ескадрильї 51-ї винищувальної ескадри. В лютому-квітні 1944 року виконував обов'язки командира кількох груп і 9 травня 1944 року очолив 4-у групу 51-ї винищувальної ескадри. В жовтні 1944 року пілоти групи здійснили 330 бойових вильотів і здобули 102 перемоги; наприкінці жовтня число перемог Ланге виросло до 70. 12 квітня 1945 року Ланге став останнім командиром знаменитої 51-ї винищувальної ескадри, яка на той час зазнала важких втрат у Прибалтиці, а до кінця квітня практично перестала існувати. 24 квітня евакуював залишки персоналу морем в Данію. 27 квітня штаб ескадри був розформований, а Ланге очолив 4-у групу своєї ескадри, яка залишалася в Німеччині. Протягом 3 останніх тижнів квітня 1945 року пілоти 4-ї групи здобули 115 перемог, втративши п'ятьох льотчиків. Свій останній бій Ланге провів 29 квітня.
Всього за час бойових дій Ланге здійснив 628 бойових вильотів і збив 70 літаків, в тому числі 69 радянських.
Після капітуляції Німеччини з групи Ланге у Фленсбурзі була сформована Команда роззброєння «Фленсбург» на чолі з Ланге, яка займалася демонтажем озброєння літаків люфтваффе. У вересні 1945 року всі Команди роззброєння були об'єднані в Німецьке робоче авіаз'єднання на чолі з Ланге. Восени 1945 року вийшов у відставку і вступив у Кільський університет. З серпня 1950 року працював у концерні «Герлінг» в Кельні. В 1982 році вийшов на пенсію.

## Звання
- Фанен-юнкер-єфрейтор (1 червня 1937)
- Фанен-юнкер-унтерофіцер (1 серпня 1937)
- Фенріх (1 грудня 1937)
- Оберфенріх (1 вересня 1938)
- Лейтенант (1 вересня 1938)
- Оберлейтенант (1 серпня 1940)
- Гауптман (1 лютого 1943)
- Майор (1 січня 1945)

## Нагороди
- Німецька імперська відзнака за фізичну підготовку
- Нагрудний знак пілота (17 серпня 1938)
- Залізний хрест
  - 2-го класу (16 вересня 1939)
  - 1-го класу (30 вересня 1940)
- Медаль «У пам'ять 1 жовтня 1938» (6 лютого 1941)
- Авіаційна планка винищувача
  - в золоті (22 травня 19441)
  - підвіска «500» (26 січня 1943)
- Медаль «За зимову кампанію на Сході 1941/42» (6 серпня 1942)
- Почесний Кубок Люфтваффе (27 жовтня 1942)
- Німецький хрест в золоті (17 травня 1943)
- Лицарський хрест Залізного хреста (18 листопада 1944)
- Почесний президент ветеранської організації «Союз Мельдерса» (19 жовтня 1991)